# Nemzeti Minőségi Díj
A Nemzeti Minőségi Díjat 1996-ban alapította Magyarország akkori miniszterelnöke, Horn Gyula.

## Alapítás célja
A díj létrehozását a magyarországi „minőségügyben” tevékenykedő szakértők kezdeményezték. Az egyre nagyobb fontossággal bíró területen meghatározó előrelépésnek számított a Nemzeti Minőségi Díj megalapítása. Az alapos előkészítő munka során kidolgozott követelményrendszer egyértelműen a nemzetközi szabályokhoz való csatlakozást helyezte előtérbe. Az akkoriban már meglévő meghatározó jelentőségű nemzetközi minőségi díjak pályázati rendszerében követelményként jelent meg, hogy a pályázó vállalat birtokosa legyen országa Nemzeti Minőségi Díjának. Ezért a sikeres magyar vállalkozások nemzetközi megmérettetéséhez egyre fontosabbá vált a hazai Nemzeti Minőségi Díj (NMD) létrehozása.

## Díj odaítélése
A NMD kritériumrendszere megegyezik a Európai Kiválóság Díj kritériumrendszerével, ezzel is biztosítva a nyertesek, és maga a díj nemzetközi életbe való illeszkedését és rangját. A NMD nem a termék vagy a szolgáltatás minőségét ismeri el, hanem az egész szervezet kiválóság terén végzett tevékenységét, eredményét minősíti. A pályázók önkéntes jelentkezésével kezdődik meg a díj elnyeréséhez vezető folyamat, mely a vállalat, vállalkozás teljes „átvilágításán” alapszik.
A pályázók értékelését az EFQM által képzett értékelők végzik. A pályázók a független értékelők visszajelzései alapján objektív képet kapnak a szervezet működésének főbb erősségeiről, valamint mindazokról a területekről, melyeket a továbbfejlődés szempontjából javítani, fejleszteni szükséges. A rendszeres önértékelés motivál a folyamatos fejlesztésre, elősegíti a TQM alapelvek ismertségét és a módszerek alkalmazását.
A NMD meghirdetését a gazdasági és közlekedési minisztérium végzi. A szervezési munkát, a pályázatok kiírását, az értékelés tisztaságát a különböző tárcák magas szintű képviselőjéből álló Nemzeti Minőségi Díj Bizottság felügyeli. Elnöke a Gazdasági és Közlekedési Minisztérium ipari helyettes államtitkára.
Négy fő kategóriában hirdetnek győztes:
- Kisméretű termelő kategória
- Közepes méretű termelő kategória
- Nagyméretű termelő kategória
- Szolgáltató kategória

## A kisplasztika

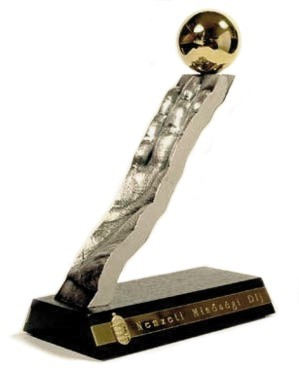
Nemzeti Minőség Díj, alkotó: ifj. Szlávics László

A kisplasztika kiválasztására meghívásos pályázat keretében került sor. A tervezéssel szemben támasztott legfőbb követelmény az volt, hogy a magas szintű művészi alkotás értékes anyagok felhasználásával készüljön. A pályázat nyertese ifj. Szlávics László szobrászművész kisplasztikája lett. A pályázati anyagából nyilvánosságra hozott leírás:
„A tervezés során a Nemzeti Minőségi Díj kritériumrendszeréből indultam ki. A vállalati önértékelés alkalmával az eredmények területén elért kiválóság adatainak bemutatását grafikus ábrákkal szemléltetik. Egy ilyen tagolt, de egyenletes fejlődést mutató grafikon térbeli ábrázolása a pályamunkám elölnézeti képe.
A szobor egy más nézőpontból tekintve már nemcsak egy egyszerű grafikon téri megjelenése, hanem az adatok mögött meghúzódó embert is felidézi, annak teljesítményét kívánja kifejezni. Erre utal az emberi kéz lenyomatának a grafikont szimbolizáló (ezüstözött) bronzlap síkjából való kibukkanása, megjelenése. A kéz, látszólag a grafikon legmagasabb pontján, a „csúcsteljesítményt” szimbolizáló, súlytalanul térben lebegő gömb megérintésével, a teremtés pillanatát jelképezi. A gömb a tökéletesség egyik legősibb egyetemes szimbóluma, mely itt egy fényes, arannyal bevont, műszaki paramétereit tekintve is tökéletes acélgolyó alakjában jelenik meg. A színarany és színezüst felületkezelés, a jelenlegi általános értékrendben vezető szerepet játszó nemesfémek alkalmazása is, a kiemelkedő minőséget hangsúlyozza.
A nemzeti jelleg megjelenítése a díjon elkerülhetetlen, de nem a legfontosabb momentum, mivel a minőség egyetemes, sem nemzethez, sem régiókhoz nem köthető vagy kisajátítható fogalom. A talapzaton, a felirat elhelyezésére szolgáló sárgaréz táblán egy diszkrét, kisméretű domborművű állami címer utal arra, hogy ez a plasztika a Magyarországon kiadásra kerülő, a miniszterelnök által alapított Nemzeti Minőségi Díj”.
A kisplasztika 2006–ban került utoljára átadásra.

## Díjazottak

### 1996–2005

#### Kisméretű termelő kategória
- 2005 – nem adták ki
- 2004 – nem adták ki
- 2003 – nem adták ki
- 2002 – Sanatmetal Kft., Eger
- 2001 – Magyar Forgácsolástechnikai Tanácsadó és Szolgáltató Kft., Győr
- 2000 – Macher Gépészeti és Elektronikai Kft., Székesfehérvár
- 1999 – Columbian Tiszai Carbon Kft., Tiszaújváros
- 1998 – Kapitány és Társai Kft., Mogyoród
- 1997 – Ganz-David Brown Hajtóműgyártó Kft., Budapest
- 1996 – Lehel Hűtőgépgyár Kft. Fagyasztóláda Gyár, Jászárokszállás

#### Közepes méretű termelő kategória
- 2005 – Knorr-Bremse Vasúti Jármű Rendszerek Hungária Kft., Budapest
- 2004 – Alcoa Európai Keréktermék Kft., Székesfehérvár
- 2003 – Sapu Ipari és Kereskedelmi Bt., Mosonszolnok
- 2002 – Legrand Kontavill Rt., Szentes
- 2001 – Dunapack Rt. Hullámtermékgyár, Budapest
- 2000 – Medicor Kéziműszer Rt., Debrecen
- 1999 – Cofinec Hungary Rt. Petőfi Nyomda, Kecskemét
- 1998 – Knorr-Bremse Fékrendszerek Kft., Kecskemét
- 1997 – Opel Magyarország Járműgyártó Kft., Szentgotthárd
- 1996 – Burton-Apta Tűzállóanyaggyártó Kft., Hódmezővásárhely

#### Nagyméretű termelő kategória
- 2005 – nem adták ki
- 2004 – Videoton Holding Rt. Elektro-Plast Vállalat, Kaposvár
- 2003 – W.E.T. Automotive Systems Magyarország Kft. (utódvállalat: Gentherm Hungary Kft.), Pilisszentiván
- 2002 – nem adták ki
- 2001 – nem adták ki
- 2000 – Ajkai Timföld Kft., Ajka
- 1999 – Pick Szeged Rt., Szeged
- 1998 – Tiszai Vegyi Kombinát Rt., Tiszaújváros
- 1997 – Taurus Mezőgazdasági Abroncs Kft., Nyíregyháza
- 1996 – Herendi Porcelánmanufaktúra Rt., Herend

#### Szolgáltató kategória
- 2005 – E.ON Tiszántúli Áramszolgáltató Rt., Debrecen
- 2004 – Hödlmayr Hungária Logistics Kft., Győr
- 2003 – Nyíregyházi Távhőszolgáltató Kft., Nyíregyháza
- 2002 – Pécsi Vízmű Rt., Pécs
- 2001 – nem adták ki
- 2000 – Compaq Computer Magyarország Kft., Budapest
- 1999 – Hungexpo Vásár és Reklám Rt., Budapest
- 1998 – Ericsson Távközlési Kft., Budapest
- 1997 – Oracle Hungary Kft., Budapest
- 1996 – Westel 900 GSM Mobil Távközlési Rt., Budapest

### 2006-tól

#### Kis- és közepes méretű termelő vagy szolgáltató szervezet
- 2009 – Macher Gépészeti és Elektronikai Kft., Székesfehérvár
- 2008 – Miskolci Hőszolgáltató Kft., Miskolc
- 2007 – Debreceni Hőszolgáltató Zrt., Debrecen
- 2006 – Papyrus Hungária Zrt., Budapest

#### Nagyméretű termelő vagy szolgáltató szervezet
- 2009 – nem adták ki
- 2008 – nem adták ki
- 2007 – Északmagyarországi Regionális Vízművek Zrt., Kazincbarcika
- 2006 – Nyírségvíz Nyíregyháza és Térsége Víz- és Csatornamű Zrt., Nyíregyháza

#### Nagyméretű termelő vagy szolgáltató szervezet önálló szervezeti egysége
- 2009 – Jabil Circuit Magyarország Kft., Tiszaújváros
- 2008 – nem adták ki
- 2007 – nem adták ki
- 2006 – nem adták ki

#### Közszolgáltatói szervezet
- 2009 – nem adták ki
- 2008 – Kodolányi János Főiskola, Székesfehérvár
- 2007 – Szabolcs-Szatmár-Bereg Megyei Önkormányzat Jósa András Oktató Kórház
- 2006 – Zala Megyei Kórház, Zalaegerszeg